# Liste des véhicules de transport de troupes par nations
Cette liste présente les véhicules de transports de troupes pays par pays.

## FRA

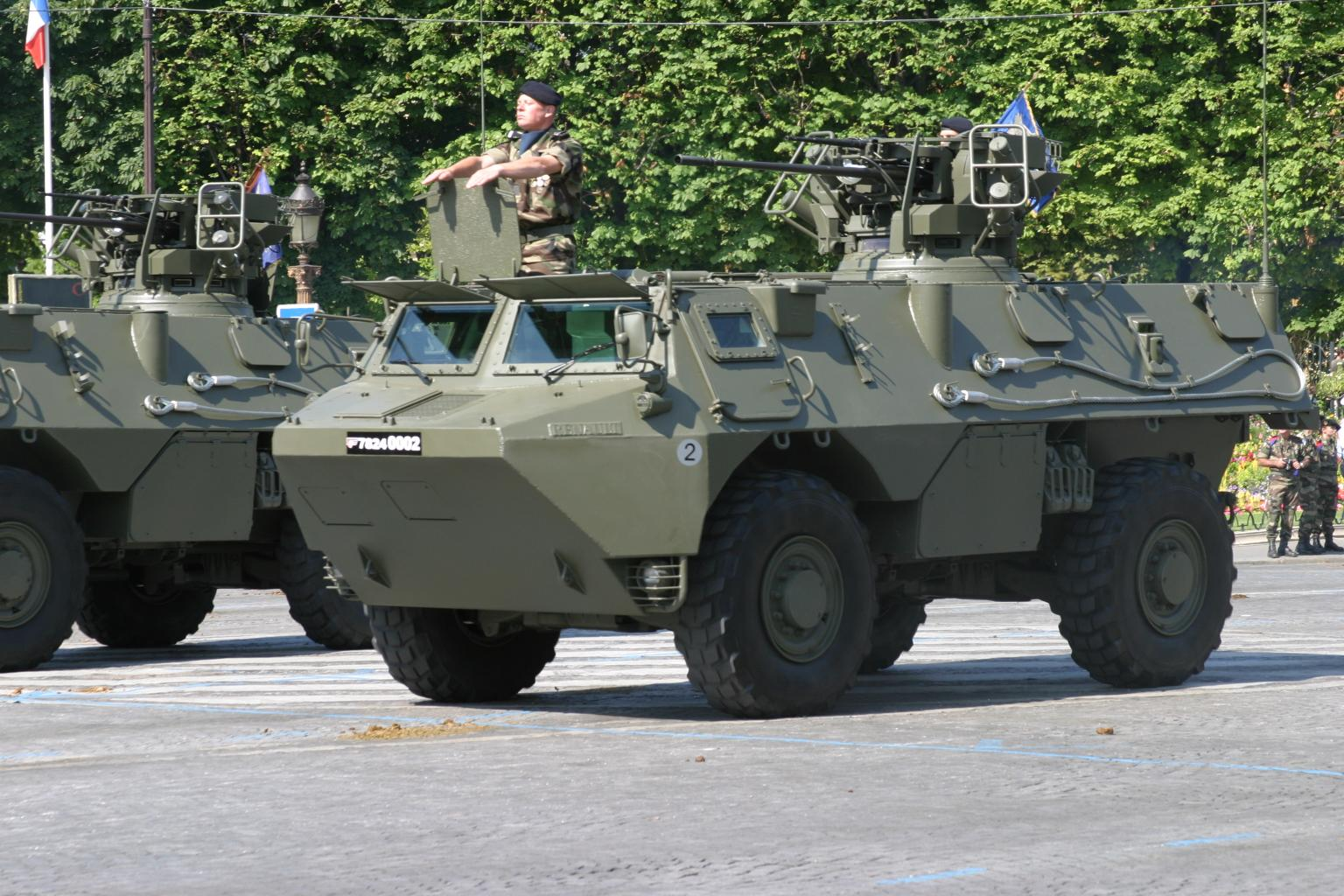
VAB de l'armée française.

## GBR

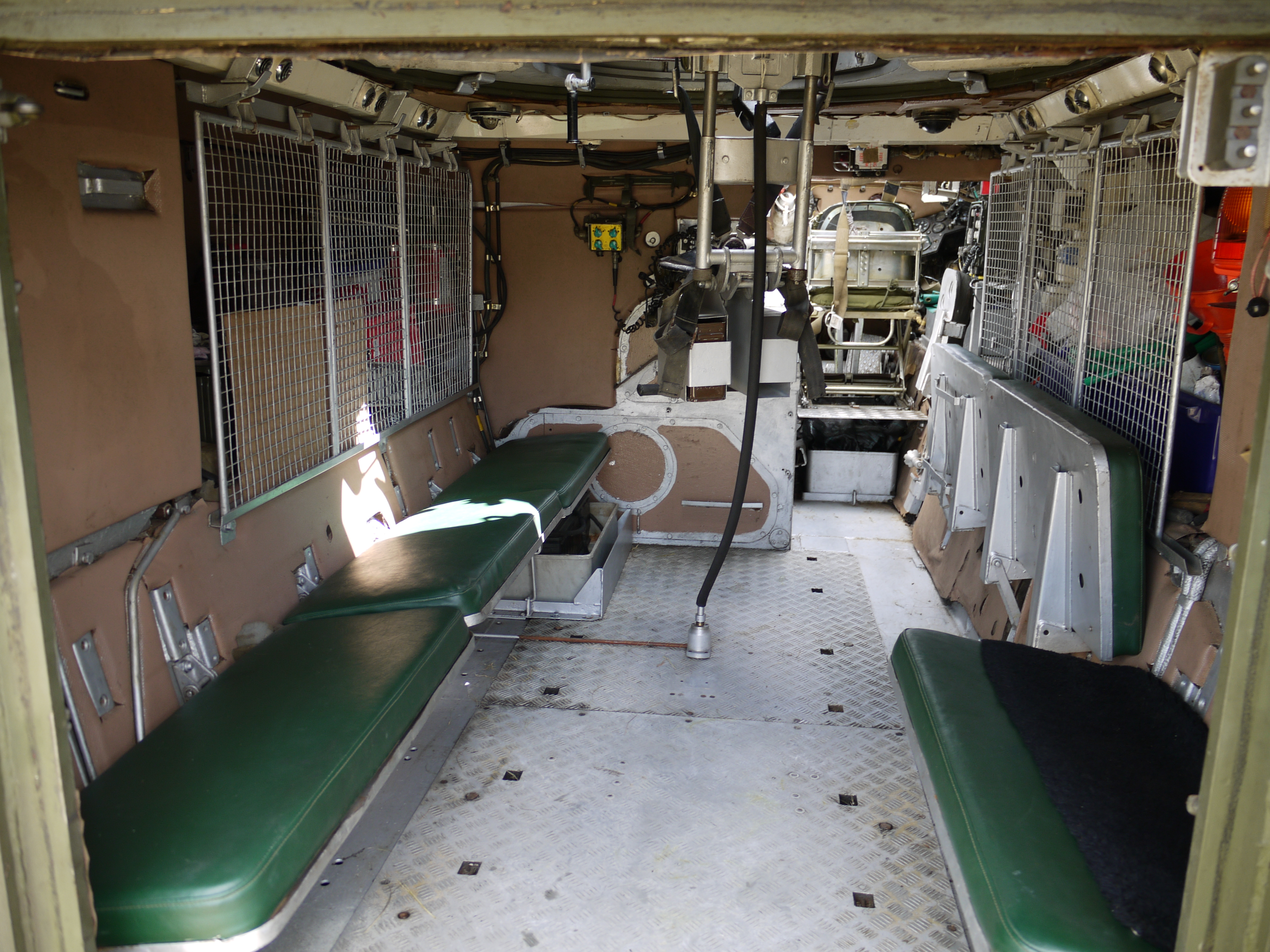
Intérieur d'un FV432.

## 

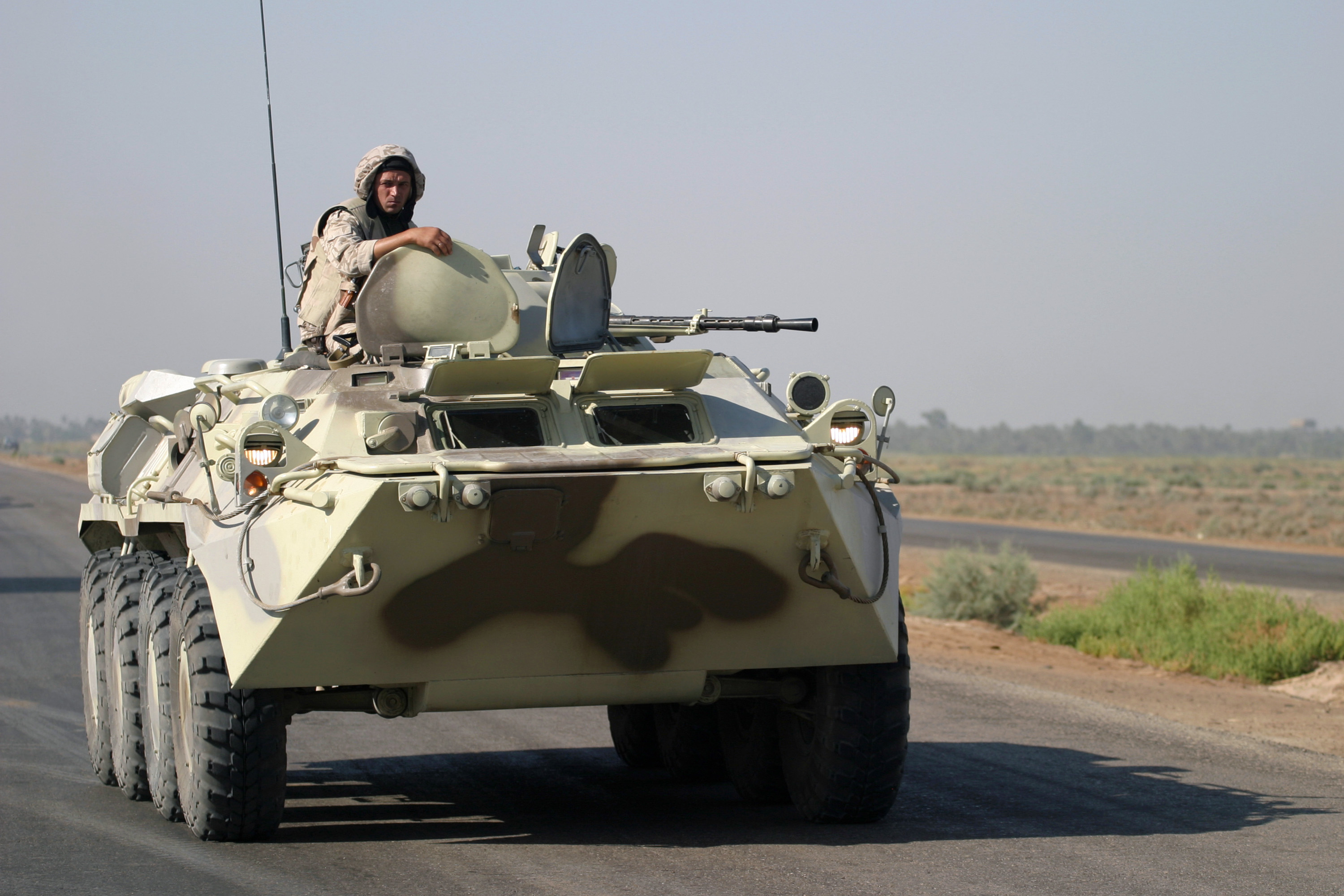
BTR-80 de la Mission ukrainienne de maintien de la paix en Iraq.

## Afrique du Sud
- Casspir
- RG-31 Nyala

## Algérie
- BCL M5

## Allemagne
- SdKfz 250
- SdKfz 251
- Luchs A2
- Marder
- Boxer
- ATF Dingo
- Puma
- TPZ 1 FUCHS

## Argentine
- VCTP

## Australie
- Véhicule blindé Bushmaster

## Autriche
- Pandur
- ASCOD Pizarro / Ulan

## Brésil
- EE-11 Urutu
- Iveco VBTP-MR Guarini 6x6

## Canada
- LAV III
- AVGP Cougar

## Chine
- WZ551

## Émirats arabes unis
- Nimr

## États-Unis
- Halftrack M3
- M113 et AIFV
- M2 Bradley
- Stryker

## Finlande
- Patria XA-180
- Patria XA-200
- Patria AMV

## France
- Camion blindé Panhard 165 (1932)
- Lorraine 38L
- AMX-13 VTT
- Panhard ETT
- Panhard VTT
- AMX-10 P
- VAB
- VCR
- Vextra
- VBCI
- PVP (Petit Véhicule Protégé)
- Aravis
- AMC
- Renault Trucks Sherpa 3A
- VBMR
- VBMR-L Serval
- Titus

## Israël
- Achzarit
- Nakpadon
- Namer

## Italie
- Fiat - OTO Melara 6614
- Iveco - Oto Melara VBM Freccia
- Puma
- Iveco MPV 4x4-6x6
- Iveco SuperAV 8x8

## Japon
- Type 60
- Type 89

## Royaume-Uni
- FV 432 AFV
- FV-103 Spartan
- MCV-80 Warrior

## Pologne
- AMZ Dzik
- AMZ Żubr
- KTO Rosomak

## Russie
- BTR-40
- BTR-50
- BTR-60
- BTR-70
- BTR-80
- BTR-90
- BTR-152

## Suède
- Bandvagn 206
- CV90

## Suisse
- Mowag Piranha
- GMTF

## Turquie
- Nurol Ejder
- RN-94
- Altay

## Ukraine
- BTR-94
- Dozor-B